# Puchar Miast Targowych (1963/1964)
VI Puchar Miast Targowych 1963/1964

(ang. Inter-Cities Fairs Cup)

## 1/16 finału
| Iraklis – Real Saragossa 0:3 i 1:6 1 08.09 1963 0:1 Juan Manuel Villa 43, 0:2 Marcelino Martinez 61, 0:3 Juan Manuel Villa 87 2 09.10 1963 0:1 Darcy Silveira dos Santos „Canario” 16, 0:2 Joaquin Murillo 35, 0:3 Joaquin Murillo 46, 0:4 Jose Sigfredo Martinez „Sigi” 56, 1:4 Georgios Lianis 60, 1:5 Eduardo Enderiz 82, 1:6 Eduardo Enderiz 90                                                                                      |
| Lausanne Sports – Heart of Midlothian FC 2:2 i 2:2, dod. 3:2 (dog) 1 25.09 1963 0:1 Thomas Traynor 26, 0:2 Daniel Ferguson 50, 1:2 Charles Hertig 56, 2:2 Vittore Gottardi 75 2 09.10 1963 0:1 John Cumming 19, 1:1 Vittore Gottardi 62, 2:1 Roberto Hosp 88, 2:2 John Hamilton 90 3 15.10 1963 1:0 Roberto Frigerio 13, 2:0 Richard Dürr 20k, 2:1 William Wallace 30, 2:2 Daniel Ferguson 70, 3:2 Heinz Schneiter 103 (mecz w Lozannie) |
| Atlético Madryt – FC Porto 2:1 i 0:0 1 02.10 1963 1:0 Jose Ribes 7, 1:1 Gibim Romeu 25, 2:1 Jose Ribes 30 2 09.10 1963 |
| Juventus F.C. – OFK Beograd 2:1 i 1:2, 1:0 1 02.10 1963 1:0 Claudio Nene 34, 1:1 Dradan Gugleta 39, 2:1 Gianfranco Zigoni 53 2 16.10 1963 1:0 Gino Stacchini 62, 1:1 Dradan Gugleta 76, 1:2 Stojan Milosev 83 3 30.10 1963 1:0 Giampaolo Menichelli 82 (mecz w Trieście) |
| Spartak Brno – Servette FC 5:0 i 2:1 1 02.10 1963 1:0 Jan Brada 5, 2:0 Pando Jankulovsky 18, 3:0 Karel Komarek 43, 4:0 Bohumil Pisek 50, 5:0 Bohuslav Hlavac 54 2 16.10 1963 0:1 Michel Desbiolles 14, 1:1 Karel Komarek 39, 2:1 Bohuslav Hlavac 70 |
| Glentoran F.C. – Partick Thistle 1:4 i 0:3 1 16.09 1963 0:1 William Hainey 8, 1:1 Trevor Thompson 38, 1:2 Ernest Yard 58, 1:3 Ernest Yard 75, 1:4 Douglas Wright 80 2 30.09 1963 0:1 George Smith 53, 0:2 George Smith 67, 0:3 Colin Harvey 75 |
| Kopenhaga XI – Arsenal F.C. 1:7 i 3:2 1 25.09 1963 0:1 John McLeod 9, 0:2 Joseph Baker 24, 0:3 Geoffrey Strong 27, 0:4 Geoffrey Strong 35, 0:5 Geoffrey Strong 40, 0:6 Joseph Baker 46, 0:7 Joseph Baker 71, 1:7 Ole Jørgensen 81 2 22.10 1963 0:1 Alan Skirton 1, 1:1 Arne Dyrmose 30, 1:2 John Barnwell 53, 2:2 Ole Jørgensen 78, 3:2 Arne Dyrmose 88                                                                                  |
| Aris Bonnevoie – RFC Liège 0:2 i 0:0 1 04.09 1963 0:1 Victor Wegria 50, 0:2 Gerard Sulon 68 2 02.10 1963 |
| 1. FC Köln – KAA Gent 3:1 i 1:1 1 04.09 1963 1:0 Hans Sturm 20k, 1:1 Eric Delmulle 53, 2:1 Hans Sturm 72k, 3:1 Wolfgang Weber 54 2 16.10 1963 1:0 Wolfgang Overath 55, 1:1 Andre de Vos 57 |
| DOS Utrecht – Sheffield Wednesday 1:4 i 1:4 1 25.09 1963 0:1 Edwin Holiday 5, 0:2 David Layne 20, 0:3 John Quinn 49, 0:4 Humphrey Mijnals 64s, 1:4 Sjaak Westphaal 65 2 15.10 1963 0:1 David Layne 5, 0:2 Colin Dobson 14, 0:3 David Layne 52, 0:4 David Layne 70k, 1:4 Ries van de Bogert 87 |
| NK Trešnjevka – CF Os Belenenses 0:2 i 1:2 1 25.09 1963 0:1 Fernando Peres da Silva 17, 0:2 Antonio Espirito Santo „Estevão” 40 2 08.10 1963 0:1 Paulo Lourenço „Palico” 4, 1:1 Ivica Pintarić 28, 1:2 Antonio Espirito Santo „Estevão” 70 |
| Hertha BSC – AS Roma 1:3 i 0:2 1 16.10 1963 0:1 Jürgen Schütz 21, 1:1 Carl-Heinz Rühl 32, 1:2 Giancarlo de Sisti 60, 1:3 Lamberto Leonardi 72 2 30.10 1963 0:1 Jürgen Schütz 4, 0:2 Alberto Orlando 70 |
| SC Lipsk – Újpest 0:0 i 2:3 1 04.09 1963 2 11.09 1963 0:1 Pal Varhidi 1k, 0:2 Ferenc Bene 46, 1:2 Rainer Trölitzsch 63, 1:3 Benö Kaposzta 68, 2:3 Henning Frenzel 89 |
| Steagul Rosu Braszów – Łokomotiw Płowdiw 1:3 i 1:2 1 19.09 1963 1:0 Alexandru Meszaros 4, 1:1 Petar Kolew 14, 1:2 Iwan Kanczew 30, 1:3 Petar Kolew 37 2 09.10 1963 0:1 Georgi Mizin 38, 0:2 Petar Kolew 39, 1:2 Vasile Seredai 89 |
| Rapid Wiedeń – Racing Club de France 1:0 i 3:2 1 11.09 1963 1:0 Rudolf Flögel 87 2 02.10 1963 0:1 Guy van Sam 13, 1:1 Maximilian Schmid 17, 2:1 Franz Hasil 20, 3:1 Rudolf Flögel 55, 3:2 Abderhamman Mahjoub 85 |
| Shamrock Rovers – Valencia CF 0:1 i 2:2 1 18.09 1963 0:1 Andres Pareda „Suco” 71 2 10.10 1963 1:0 John Mooney 38, 2:0 John Mooney 56, 2:1 Vicente Guillot 62, 2:2 Alberto Arnal 77 |

## 1/8 finału
| Lausanne Sports – Real Saragossa 1:2 i 0:3 1 06.11 1963 0:1 Darcy Silveira dos Santos „Canario” 14, 1:1 Joaquin Cortizo 32s, 1:2 Marcelino Martinez 33 2 20.11 1963 0:1 Eduardo Enderiz 29, 0:2 Joaquin Murillo 31, 0:3 Marcelino Martinez 55                          |
| Juventus F.C. – Atlético Madryt 1:0 i 2:1 1 04.12 1963 1:0 Gino Stacchini 30 2 01.01 1964 1:0 Dino da Costa 5, 2:0 Giampaolo Menichelli 9, 2:1 Gonzalo Beitia 64 |
| Partick Thistle – Spartak Brno 3:2 i 0:4 1 18.11 1963 1:0 Ernest Yard 29, 2:0 Colin Harvey 37k, 3:0 Martin Ferguson 51, 3:1 Karel Kolacek 65, 3:2 Karel Lichtnegl 74 2 27.11 1963 0:1 Jan Brada 19, 0:2 Jan Brada 28, 0:3 Pando Jankulovsky 40, 0:4 Karel Lichtnegl 50 |
| Arsenal F.C. – RFC Liège 1:1 i 1:3 1 13.11 1963 0:1 Sebastien Kilola 11, 1:1 Terrence Anderson 67 2 18.12 1963 1:0 William McCullough 32, 1:1 Claude Crote 42, 1:2 Gerard Sulon 43, 1:3 Victor Wegria 67                                                               |
| 1. FC Köln – Sheffield Wednesday 3:2 i 2:1 1 06.11 1963 1:0 Christian Müller 28, 2:0 Heinz Hornig 35, 3:0 Hans Sturm 44k, 3:1 Mark Pearson 80, 3:2 Mark Pearson 86 2 27.11 1963 0:1 David Layne 16, 1:1 Karl-Heinz Thielen 59, 2:1 Wolfgang Overath 66                 |
| AS Roma – CF Os Belenenses 2:1 i 1:0 1 04.12 1963 1:0 Jürgen Schütz 20, 1:1 Fernando Peres da Silva 58, 2:1 Fernando Peres da Silva 86s 2 11.12 1963 1:0 Giancarlo de Sisti 19                                                                                         |
| Újpest – Łokomotiw Płowdiw 0:0 i 3:1 1 20.11 1963 2 04.12 1963 1:0 Ferenc Bene 41, 2:0 Sandor Zambo 65, 3:0 Ferenc Bene 71, 3:1 Dimitar Czobanow 89 |
| Rapid Wiedeń – Valencia CF 0:0 i 2:3 1 06.11 1963 2 27.11 1963 1:0 Franz Wolny 6, 1:1 Jose Maria Sanchez Lage 27k, 1:2 „Waldo” Machado da Silva 48, 2:2 Rudolf Flögel 62, 2:3 Roberto Gil 70                                                                           |

## 1/4 finału
| Real Saragossa – Juventus F.C. 3:2 i 0:0 1 29.01 1964 1:0 Santiago Isasi 10, 2:0 Marcelino Martinez 57, 3:0 Juan Manuel Villa 60, 3:1 Giampaolo Menichelli 70k, 3:2 Carlo dell’Omodarme 87 2 12.02 1964 |
| RFC Liège – Spartak Brno 2:0 i 0:2, dod. 1:0 1 19.02 1964 1:0 Jean-Marie Letawe 10, 2:0 Hector Cribioli 57 2 11.03 1964 0:1 Karel Lichtnegl 23, 0:2 Pando Jankulovsky 37 3 25.03 1964 1:0 Gerard Sulon 70 (mecz w Liège) |
| AS Roma – 1. FC Köln 3:1 i 0:4 1 29.01 1964 1:0 Jürgen Schütz 8, 2:0 Angelo Sormani 19, 3:0 Jürgen Schütz 48k, 3:1 Karl-Heinz Thielen 75 2 05.03 1964 0:1 Helmut Benthaus 45, 0:2 Christian Müller 67, 0:3 Christian Müller 85, 0:4 Christian Müller 90                                                                            |
| Valencia CF – Újpest 5:2 i 1:3 1 08.03 1964 1:0 Hector Nuñez 4, 2:0 „Waldo” Machado da Silva 21, 3:0 „Waldo” Machado da Silva 27, 3:1 Janos Göröcs 36, 3:2 Ferenc Bene 57, 4:2 Hector Nuñez 77k, 5:2 „Waldo” Machado da Silva 83 2 08.04 1964 0:1 Ferenc Bene 11, 0:2 Bela Kuharszki 35, 1:2 Hector Nuñez 47k, 1:3 Janos Göröcs 78 |

## 1/2 finału
| RFC Liège – Real Saragossa 1:0 i 1:2, dod. 0:2 1 22.04 1964 1:0 Victor Wegria 44 2 07.05 1964 1:0 Gerard Sulon 5, 1:1 Eleuterio Santos 61, 1:2 Carlos Lapetra 77 3 28.05 1964 0:1 Adrualdo Barroso da Silva „Duca” 41, 0:2 Eleuterio Santos 52 (mecz w Saragossie) |
| Valencia CF – 1. FC Köln 4:1 i 0:2 1 06.05 1964 1:0 „Waldo” Machado da Silva 14, 2:0 Jose Baeza „Ficha” 59, 3:0 Roberto Gil 63, 4:0 „Waldo” Machado da Silva 70, 4:1 Hans Schäfer 76 2 14.05 1964 0:1 Helmut Benthaus 27, 0:2 Christian Müller 37                  |

## Finał
| 25 czerwca 1964 Barcelona Camp Nou (50 000) Real Saragossa – Valencia CF 2:1 (1:1) Sędzia: Joaquim Fernandes de Campos (Portugalia) Bramki: 1:0 Juan Manuel Villa 40, 1:1 Jose Antonio Urtiaga 42, 2:1 Marcelino Martinez 83 Czerwone kartki: – / Andres Pereda „Suco” 89 Real Zaragoza (trener Antonio Ramallets): Enrique Yarza (kapitan) – Joaquin Cortizo, Francisco Santamaria, Severino Reija, Santiago Isasi, Jose „Pepin” Cuellar, Darcy Silveira dos Santos „Canario”, Adrualdo Barroso da Silva „Duca”, Marcelino Martinez, Juan Manuel Villa, Carlos Lapetra Valencia Club de Fútbol (trener Alejandro Scopelli): Ricardo Zamora – Alberto Arnal, Francisco Vidagańy, Francisco „Paquito” Garcia, Juan Carlos Quincoces (kapitan), Roberto Gil, Andres Pereda „Suco”, Vicente Guillot, „Waldo” Machado da Silva, Jose Antonio Urtiaga, Jose Baeza „Ficha” |